# 팜한농
주식회사 팜한농은 LG그룹 계열의 농약(살균제,살충제,제초제)제조, 복합비료 제조 판매 업체이다.

## 연혁

### 전신회사 연혁
- 1953년 4월 한국농약 주식회사 설립 (현 작물보호사업부)
- 1956년 3월 한국농약 인천 농약공장 준공
- 1965년 8월 영남화학 주식회사 설립 (현 비료사업부)
- 1967년 3월 영남화학 공장 (암모니아, 황산, 요소, 인산, 복합비료) 준공
- 1975년 12월 한국농약 주식회사 기업공개
- 1976년 12월 영남화학 신복합공장 (황산, 인산, 복합비료) 준공
- 1977년 3월 한국농약, 주식회사 한정화학 설립 (현 정밀화학사업부)
- 1977년 10월 한국농약 구미 농약공장 준공
- 1981년 10월 한국농약 주식회사 → '주식회사 한농'으로 사명 변경
- 1981년 12월 주식회사 한농종묘 설립 (구 제일종묘사 인수)
- 1986년 9월 울산석유화학공업 주식회사 → '동부석유화학 주식회사'로 사명 변경
- 1988년 2월 동부석유화학, 영남화학 주식회사 인수
- 1990년 5월 동부석유화학, 영남화학 합병 → '동부화학 주식회사'로 사명 변경
- 1992년 6월 동부화학 정제인산공장 준공
- 1995년 5월 주식회사 한농, 동부그룹 계열사로 출범
- 1996년 12월 주식회사 한농 → '동부한농화학 주식회사'로 사명 변경
- 1997년 1월 한농종묘 주식회사 → '동부한농종묘 주식회사'로 사명 변경
- 1997년 3월 동부한농화학, 동부화학 합병 → '동부한농화학 주식회사'
- 2000년 1월 동부한농종묘, 동부한농화학 종묘사업부로 흡수 편입 (현 종자사업부)
- 2006년 3월 동부한농화학 주식회사 → '주식회사 동부한농'으로 사명 변경
- 2007년 5월 동부한농 (흑룡강) 화공유한공사 설립 (현 팜한농 (흑룡강) 화공유한공사)
- 2007년 5월 동부한농, 동부일렉트로닉스 흡수 합병하여 '주식회사 동부하이텍' 출범

### 현 회사 연혁
- 2010년 6월 주식회사 동부하이텍에서 농업부문 분사하여 '주식회사 동부한농' 출범
- 2011년 9월 채소 종자 전문회사 '주식회사 대농종묘' 인수
- 2012년 6월 주식회사 동부한농 → '동부팜한농 주식회사'로 사명 변경
- 2012년 11월 몬산토코리아 주식회사에 영업 양수
- 2013년 1월 반월4공장 (정밀화학공장) 준공
- 2015년 4월 동부그룹에서 계열 분리
- 2016년 4월 LG그룹 LG화학 자회사 편입
- 2016년 4월 동부팜한농 주식회사 → '주식회사 팜한농'으로 사명 변경
- 2017년 12월 LG화학 작물보호사업 양수